# Novoli
Novoli é uma comuna italiana da região da Puglia, província de Lecce, com cerca de 8.473 habitantes. Estende-se por uma área de 17 km², tendo uma densidade populacional de 498 hab/km². Faz fronteira com Arnesano, Campi Salentina, Carmiano, Lecce, Trepuzzi, Veglie.

## Demografia
| Variação demográfica do município entre 1861 e 2011                               |
|                                                                                   |
| Fonte: Istituto Nazionale di Statistica (ISTAT) - Elaboração gráfica da Wikipedia |